# Kiel Bugt
Kiel Bugt (tysk: Kieler Bucht) er en bred, åben bugt i den sydvestlige del af Østersøen. Bugten ligger mellem  Als, Ærø og Langeland i nord, Jylland i vest og den tyske delstat Slesvig-Holsten i vest og syd.
Bugten er forbundet med Kattegat i nord via Lillebælt og Storebælt og med Mecklenburg Bugt i øst via Femern Bælt og Femernsund. På grænsen mellem Danmark og Tyskland drejer Flensborg Fjord af i vestlig retning ind til Flensborg, mens Kielerfjorden drejer af i sydlig retning mod havnebyen Kiel.
54°31′12″N 10°24′24″Ø / 54.52°N 10.406666666667°Ø